# Peromyia rotoitiensis
Peromyia rotoitiensis är en tvåvingeart som beskrevs av Jaschhof 2004. Peromyia rotoitiensis ingår i släktet Peromyia och familjen gallmyggor. Inga underarter finns listade i Catalogue of Life.